# Uthal, Pakistan
Uthal är huvudort för distriktet Lasbela i den pakistanska provinsen Baluchistan. Folkmängden uppgick till cirka 30 000 invånare vid folkräkningen 2017.